# Pharmacis bertrandi
Pharmacis bertrandi is een vlinder uit de familie van de wortelboorders (Hepialidae). De wetenschappelijke naam van de soort is voor het eerst geldig gepubliceerd door Le Cerf in 1936.
De soort komt voor in Europa.